# Nu Arietis
Nu Arietis (32 Arietis) é uma estrela na direção da constelação de Aries. Possui uma ascensão reta de 02h 38m 49.00s e uma declinação de +21° 57′ 41.2″. Sua magnitude aparente é igual a 5.45. Considerando sua distância de 346 anos-luz em relação à Terra, sua magnitude absoluta é igual a 0.32. Pertence à classe espectral A7V.